# Vịnh Morphou
Vịnh Morphou (tiếng Hy Lạp: Κολπος Μορφου, Kolpos Morfou; tiếng Thổ Nhĩ Kỳ: Güzelyurt Körfezi), là một phần của Địa Trung Hải, nằm ở phía tây bắc đảo Síp. Nó được đặt tên theo tên gọi của thành phố trên đất liền gần đó là Morphou (tiếng Thổ Nhĩ Kỳ: Güzelyurt). Vịnh này tạo ra vùng ven biển xa nhất về phía tây của nước Cộng hòa Thổ Bắc Kibriz (có ý định tách ra khỏi Cộng hòa Síp), là nước cho rằng vịnh này là lãnh hải của mình. Nó cũng là nơi mà Thổ Nhĩ Kỳ bắt đầu đổ bộ những người tình nguyện và sự tiếp tế để hỗ trợ cho những người Síp gốc Thổ khi các cuộc tranh giành bạo lực diễn ra giữa các cộng đồng người Síp gốc Thổ và người Síp gốc Hy Lạp nổ ra vào tháng 12 năm 1963. Để có thêm thông tin về chủ đề này, xem bài về làng Kokkina (tiếng Thổ Nhĩ Kỳ: Erenköy).